# Sølyst
Sølyst est une petite île habitée de la commune de Stavanger, dans le comté de Rogaland en Norvège, dans la mer du nord.

## Description
L'île de 0,17 km2 est rattachée à Hundvåg, un arrondissement de Stavanger, par le pont de la ville de Stavanger et à Engøy par le pont d'Engøy.
Elle est reliée à Grasholmen. L'île est vallonnée et rocheuse ainsi que fortement boisée. Elle dispose d'un port de plaisance.

## Galerie

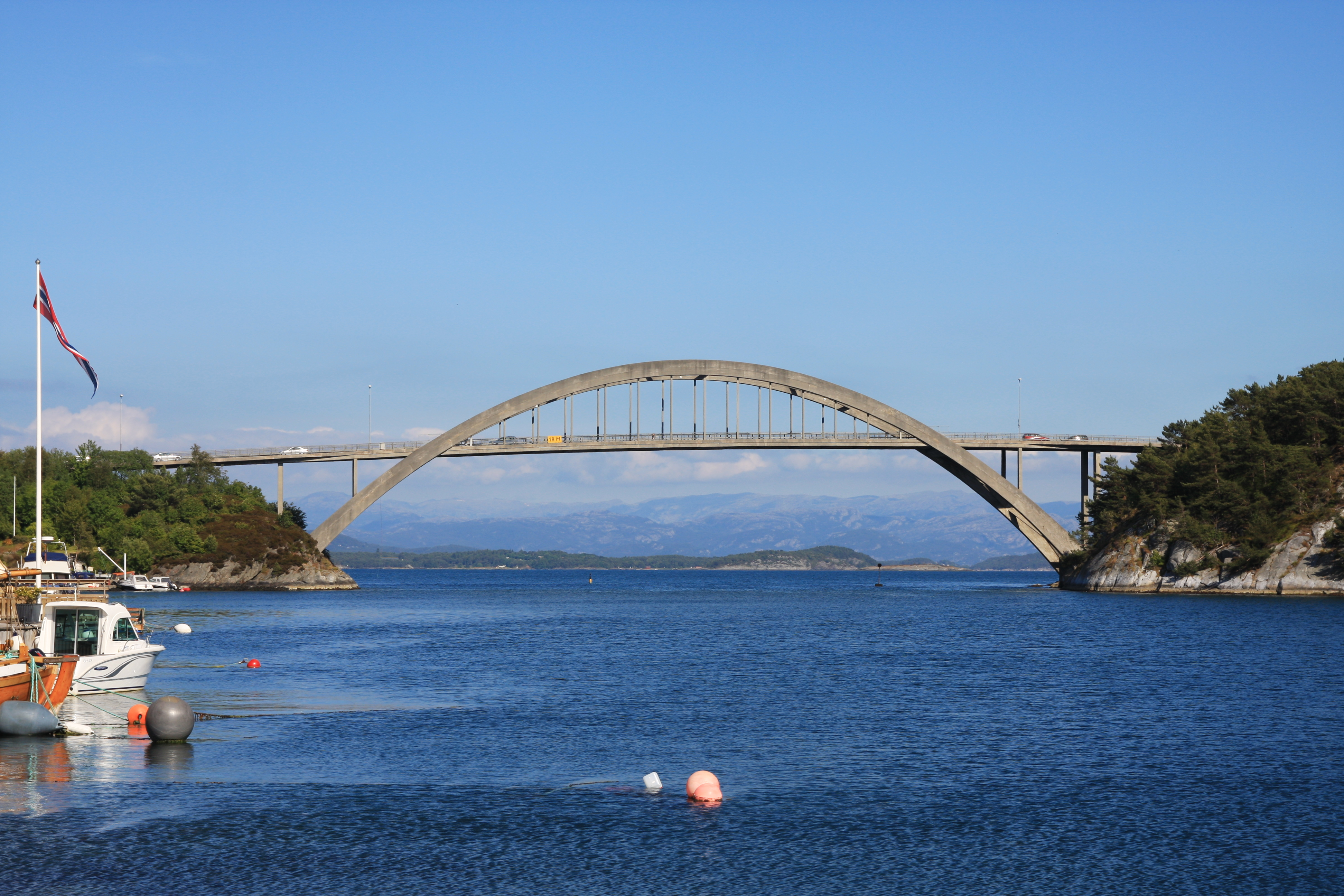
Pont d'Engoy
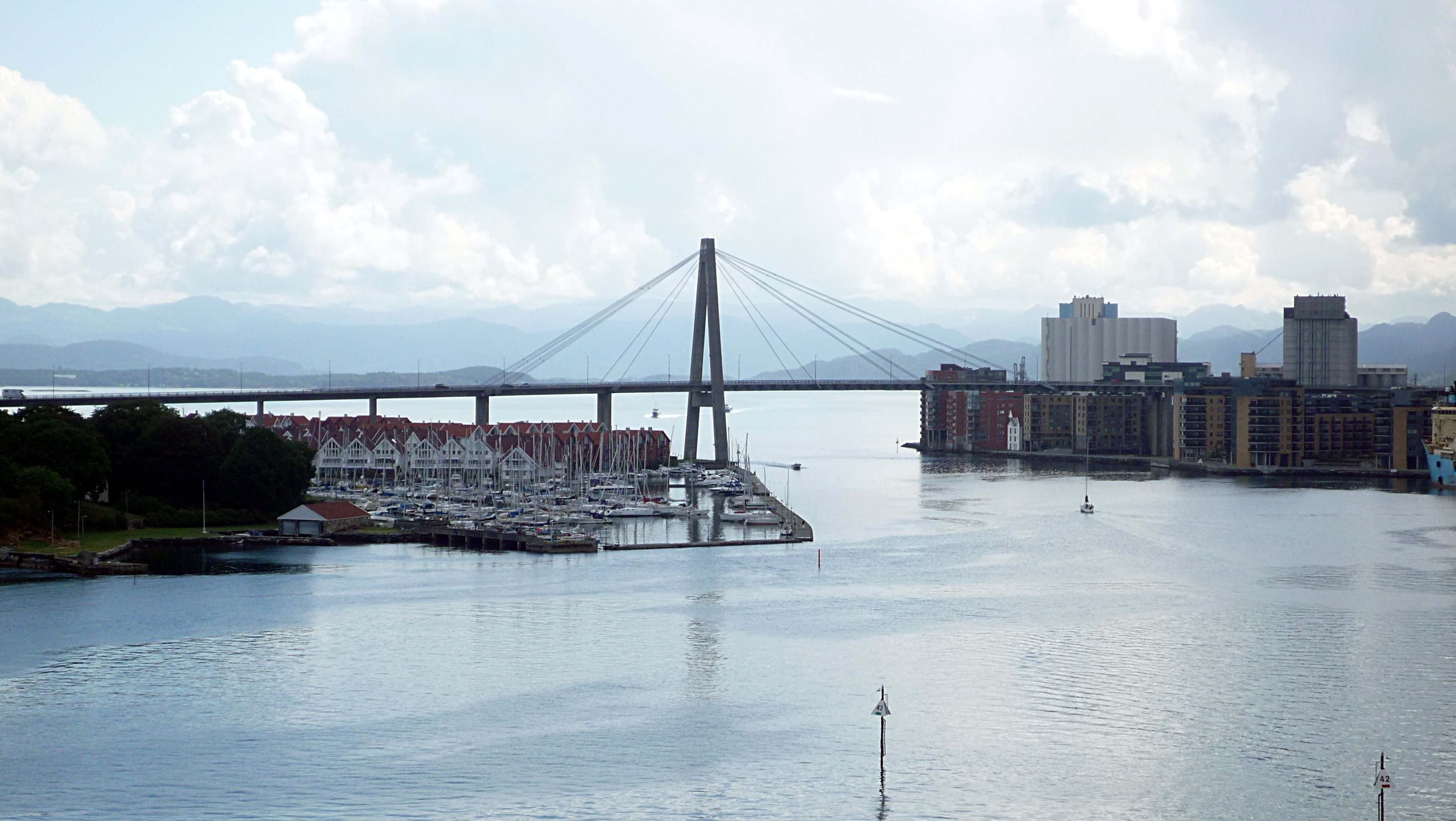
Stavanger City Bridge